# بری هارتل
بری هارتل (انگلیسی: Barry Hartle؛ زادهٔ ۸ اوت ۱۹۳۹) بازیکن فوتبال اهل بریتانیا است.
از باشگاه‌هایی که در آن بازی کرده‌است می‌توان به باشگاه فوتبال اولدهام اتلتیک، باشگاه فوتبال مکلسفیلد تاون، باشگاه فوتبال استوک‌پورت کانتی، باشگاه فوتبال شفیلد یونایتد، باشگاه فوتبال ویتون آلبیون، باشگاه فوتبال هاید، باشگاه فوتبال کارلایل یونایتد، باشگاه فوتبال ساوتپورت، باشگاه فوتبال باکستون، و باشگاه فوتبال واتفورد اشاره کرد.